# Neolloydia
Neolloydia é um gênero botânico da família cactaceae.

## Sinonímia
- Napina Fric
- Pseudosolisia Y.Itô

## Espécies
- Neolloydia conoidea
- Neolloydia mandragora
- Neolloydia matehualensis
- Neolloydia subterranea